# Nothobranchius makondorum
Nothobranchius makondorum är en fiskart som beskrevs av Wildekamp, Shidlovskiy och Watters 2009. Nothobranchius makondorum ingår i släktet Nothobranchius och familjen Nothobranchiidae. Inga underarter finns listade i Catalogue of Life.